# سانتر-فال دو لوار
الوسط (لو سانتر) (بالفرنسية: Le Centre)‏ أو الوسط وادي اللُوَار هي منطقة في وسط فرنسا، وعاصمتها مدينة أُرلِيَن. تنقسم المنطقة اصطلاحاُ إلى ست محافظات: شِر، وأور إيه لوار، وآندر، وآندر إيه لوار، ولوار إيه شِر، ولواريه.

## أهم المدن الرئيسية
أُرلِيَن - بلوا - بورج - جارطرش - قشتال - طرش

## معرض صور

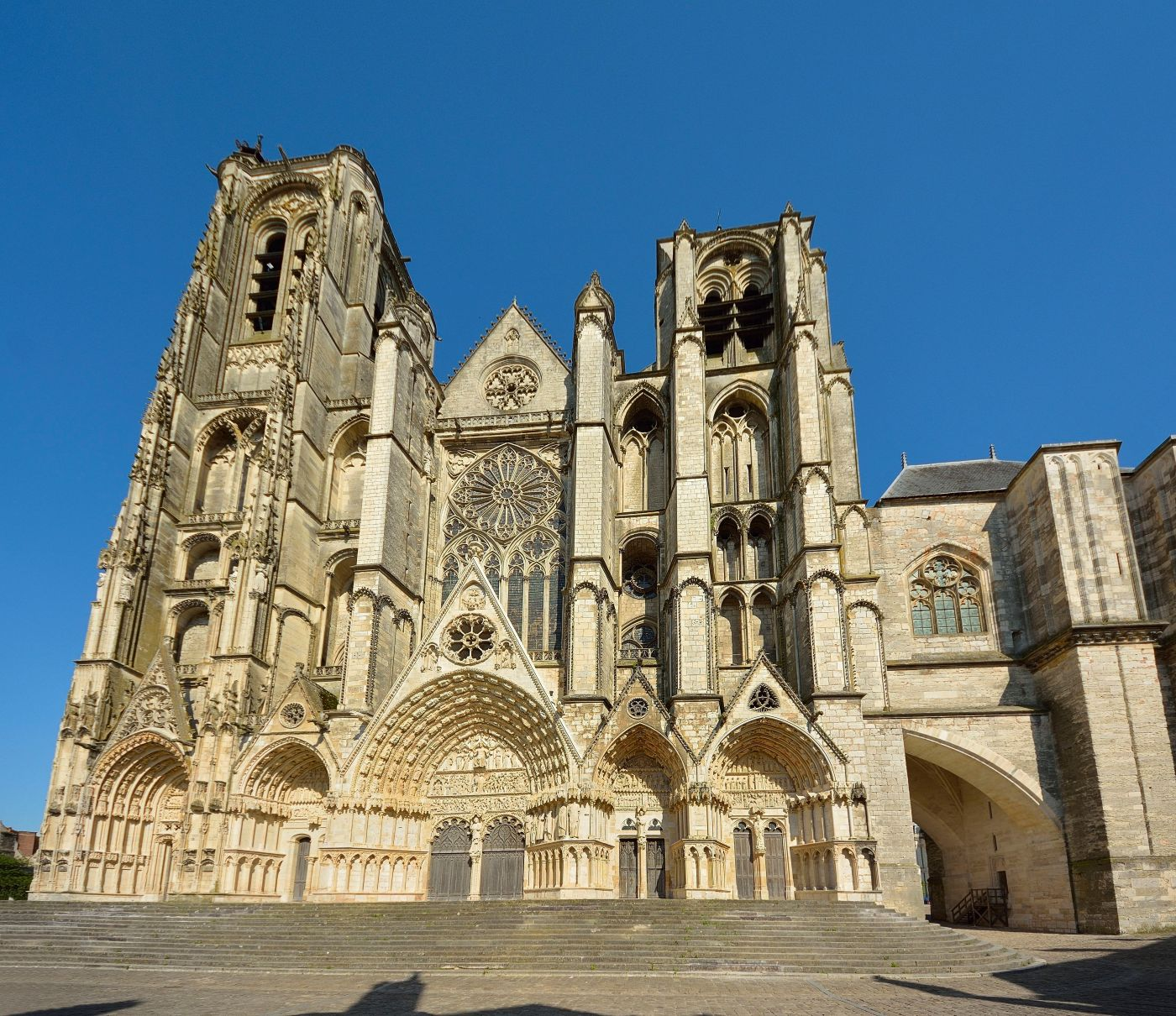
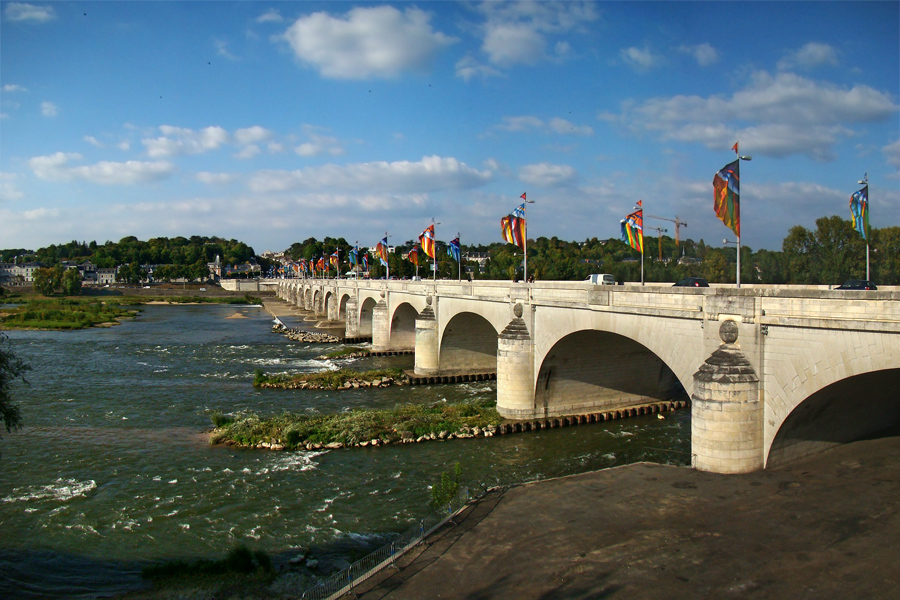
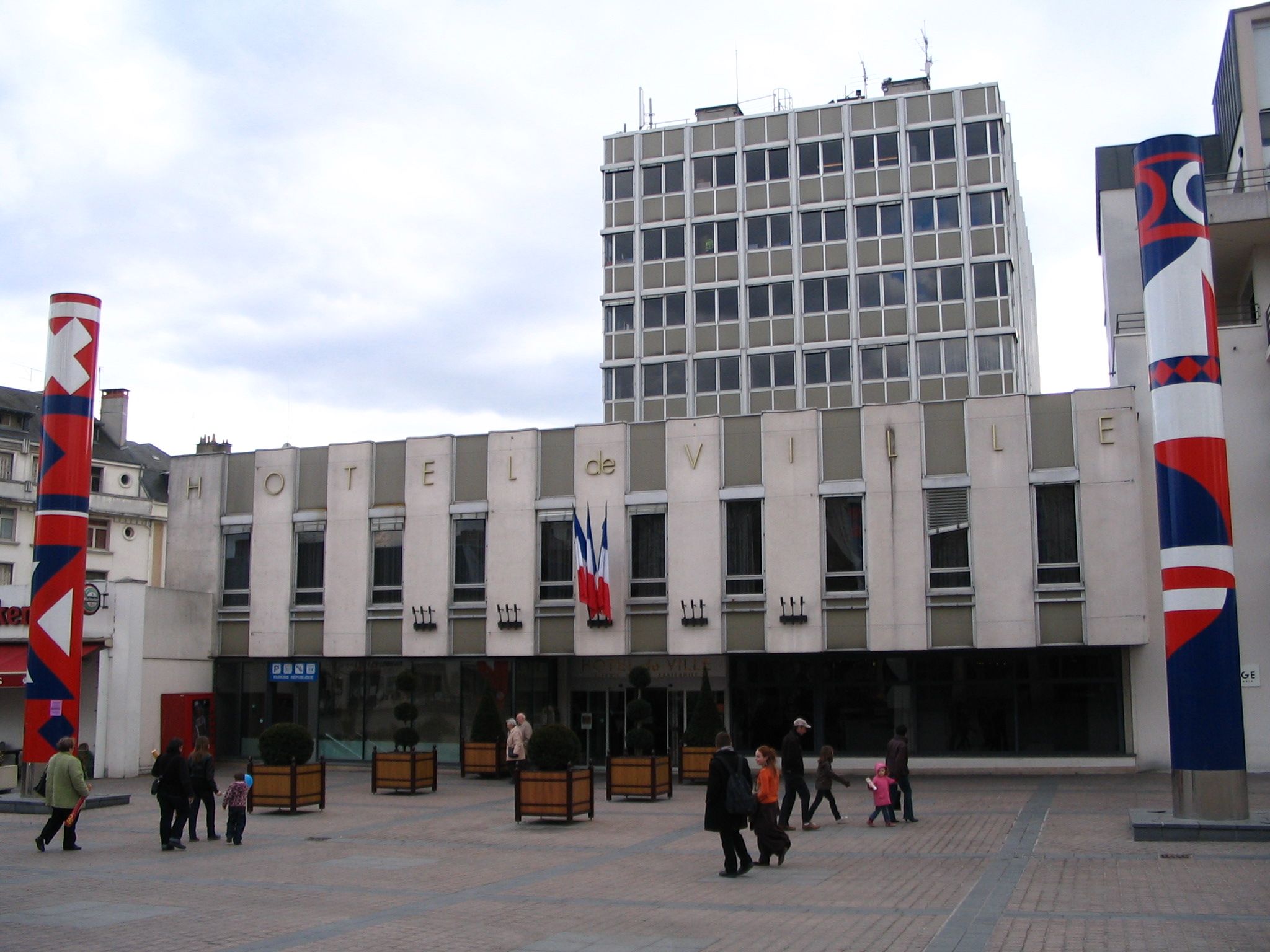
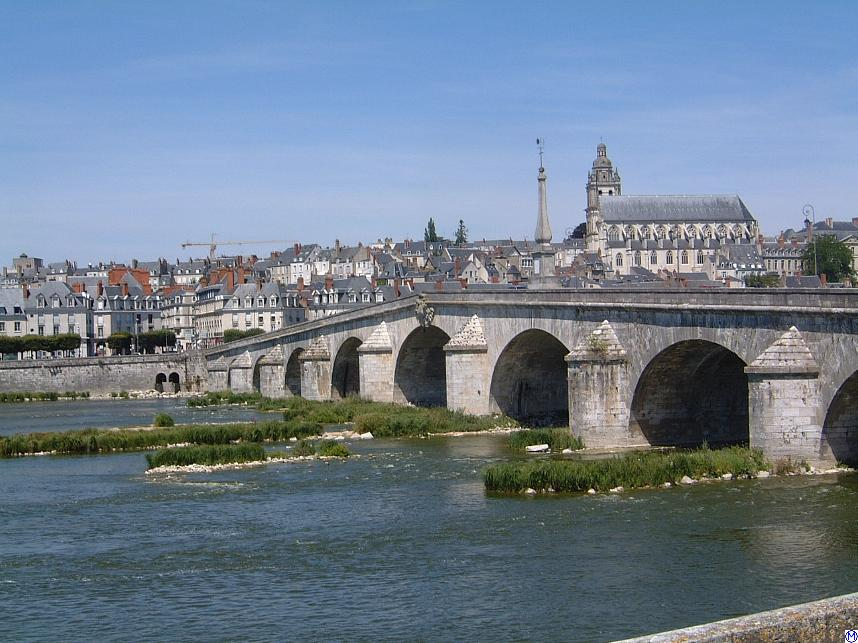
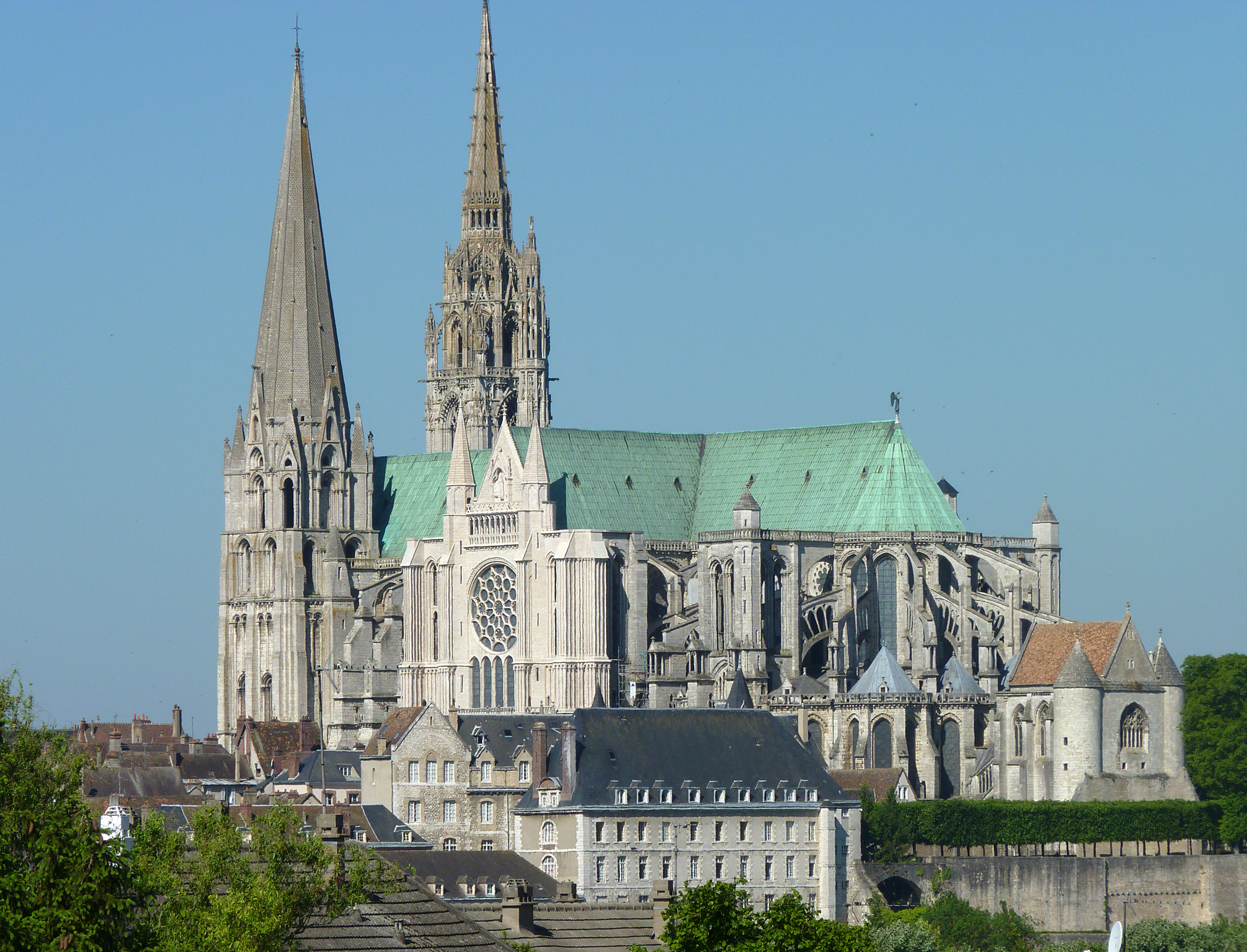
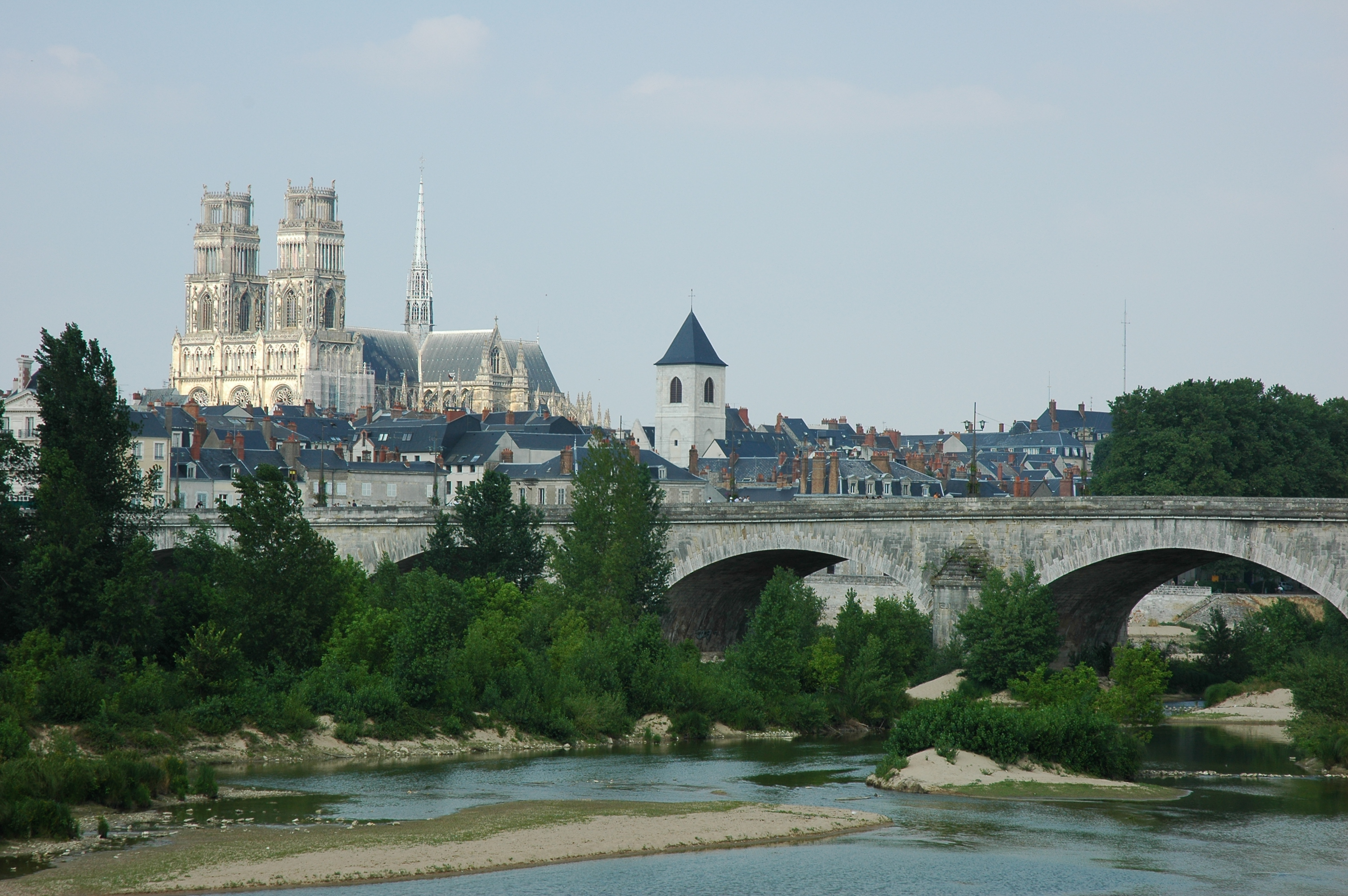

## أعلام
- جوديث من بافاريا